# 布氏軟泥鰻
布氏軟泥鰻為輻鰭魚綱鰻鱺目通鰓鰻科的其中一種，發現於東大西洋及西印度洋海域，為深海魚類，棲息深度580-2023公尺，體長可達79.2公分，生活在大陸坡。

## 擴展閱讀
維基物種上的相關：布氏軟泥鰻